# Joseph Démonts
Joseph Démonts est un homme politique français né le 19 août 1782 à Aixe-sur-Vienne (Haute-Vienne) et mort le 14 juillet 1866 dans le 8e arrondissement de Paris.
Avocat à Paris, il est ensuite avoué de 1812 à 1832 et syndic de la compagnie avant de redevenir avocat. Maire du 11e arrondissement de Paris en 1833, il est député de la Seine de 1834 à 1839, siégeant dans la majorité soutenant les ministères de la Monarchie de Juillet.

## Décorations
- Officier de la Légion d'honneur (1846)[2]

## Sources
- « Joseph Démonts », dans Adolphe Robert et Gaston Cougny, Dictionnaire des parlementaires français, Edgar Bourloton, 1889-1891 [détail de l’édition]